# Steffi Kindt
Steffi Kindt (* 7. März 1973) ist eine ehemalige deutsche Langläuferin und Biathletin.
Im Langlauf hatte sie 1994 ihre größten Erfolge. Sie wurde deutsche Meisterin über 10 km und Dritte über 20 km. Im Jahr zuvor hatte sie schon die 30 km gewonnen. Außerdem wurde sie 1992, 1993 und 1994 gemeinsam mit Manuela Henkel und Katrin Apel deutsche Meisterin über 3 × 5 km für Vereinsstaffeln, 1994 zudem mit der thüringischen Länderstaffel in der Besetzung Katrin Apel, Manuela Oschmann, Constanze Blum, Steffi Kindt. Bei den Europacuprennen 1993 und 1994 konnte sie insgesamt sechs Top-Ten-Plätze erreichen, in Furtwangen gelang ihr im Februar 1994 über 15 km sogar als Dritte der Sprung aufs Podest.
Ab 1995 wechselte sie zum Biathlon und konnte schon in ihrer ersten Saison den zweiten Platz der Gesamtwertung im Europacup hinter Sylvia Kaden und vor Katrin Apel erreichen. 1998 wiederholte sie diesen Erfolg, diesmal nur um drei Punkte geschlagen von der Russin Julija Dykanjuk, aber vor Janet Klein und Andrea Henkel.
Bei den Europameisterschaften 1997 in Windischgarsten holte sie mit Katja Beer und Janet Klein mit Silber ihre zweite Europameisterschafts-Medaille, bereits 1995 war sie gemeinsam mit Kathi Schwaab und Martina Zellner auf den Bronzerang gelaufen.
Von 1996 bis 1998 startete Steffi Kindt im Weltcup und konnte sich mit guten Ergebnissen für die Weltmeisterschaften 1997 qualifizieren.  In Osrblie startete sie im Teamrennen und erreichte Platz 13. Ihr bestes Resultat und einziges Top-Ten-Ergebnis im Weltcup konnte sie 1996 mit dem achten Platz im Sprint in Osrblie erreichen. In der Gesamtwertung erreichte sie 1995/1996 Platz 41, 1997/1998 wurde sie 47.
Steffi Kindt ging nach der Saison 1998 in die USA an die University of Alaska Anchorage. Für das dortige Skiteam trat sie unter anderem bei den NCAA Skiing Championships an.

## Biathlon-Weltcup-Platzierungen
| Platzierung | Einzel | Sprint | Verfolgung | Massenstart | Team | Staffel | Gesamt |
| ----------- | ------ | ------ | ---------- | ----------- | ---- | ------- | ------ |
| 1. Platz    |        |        |            |             |      |         |        |
| 2. Platz    |        |        |            |             |      |         |        |
| 3. Platz    |        |        |            |             |      |         |        |
| Top 10      |        | 1      |            |             |      | 1       | 2      |
| Punkte      | 3      | 6      | 1          |             | 1    | 1       | 12     |
| Starts      | 5      | 8      | 3          |             | 1    | 1       | 18     |

(Einschließlich Team-WM, Einstufung nach Punkteverteilung vor der Saison 2000/2001)